# Carl-Eric Nohldén

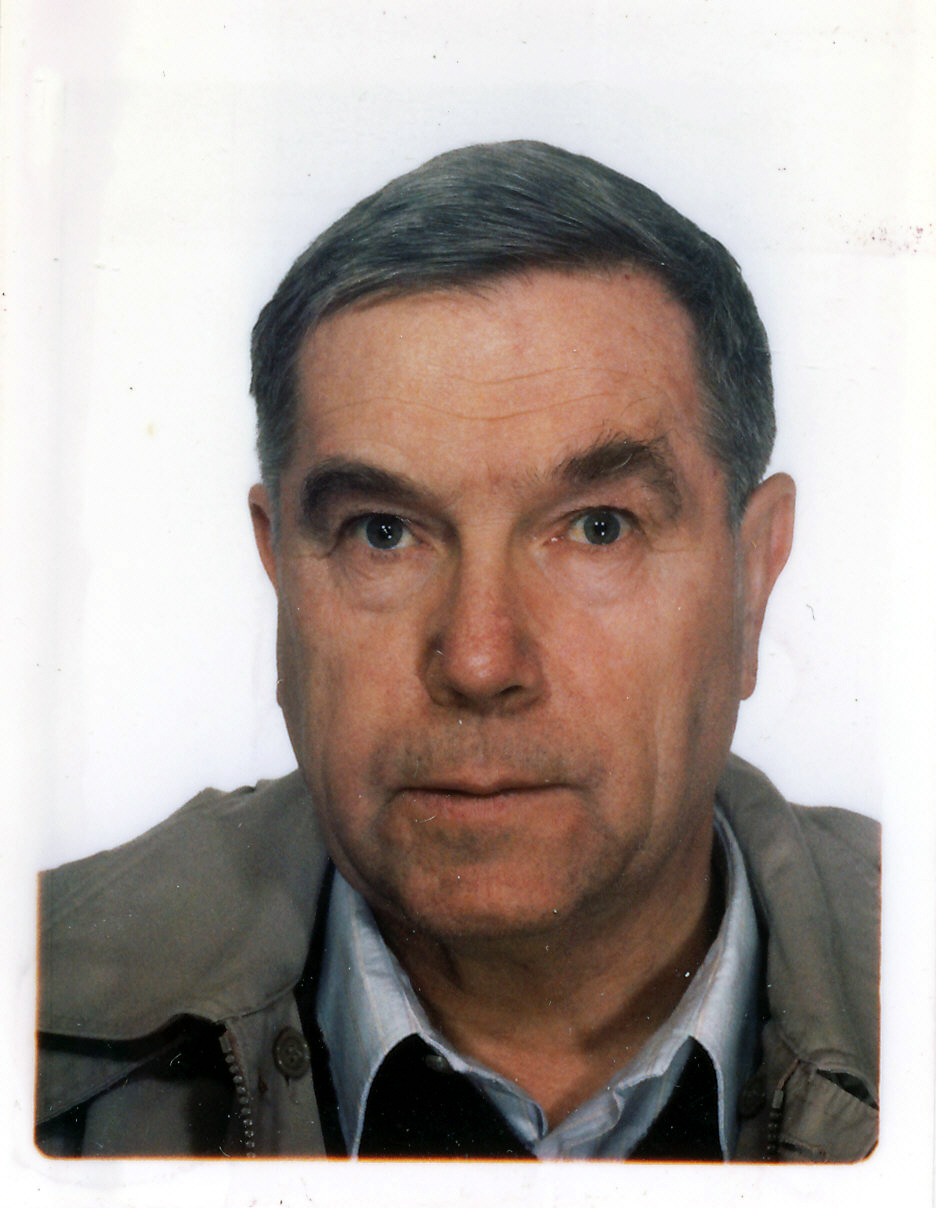
Carl-Eric Nohldén 1990

Carl-Eric Ragnar Nohldén, född 11 april 1928 i Uppsala, död där 30 juni 2014, var en svensk arkitekt. Han var son till Eric Nohldén. 
Nohldén utexaminerades från Kungliga Tekniska högskolan i Stockholm 1953. Han startade och drev, tillsammans med Kjell Norberg, NOARK Arkitektkontor AB i Uppsala  fram till 1975.  
Nohldén var verksam som stadsarkitekt under åren 1957 till 1974 i Vaksala, Södra och Norra Hagunda samt Almunge landskommuner. Han tjänstgjorde som anställd stadsarkitekt i Håbo och Östhammars kommuner mellan 1974 och 1989. Därefter fram till sin död hade han egen arkitektverksamhet, CERN Arkitekt Verkstad.    
Nohldén ritade bland annat ålderdomshem i Bälinge, Vaksala församlingshem, restaurering av Harbo kyrka och Ärentuna kyrka, prästgården i Gamla Uppsala församling, ombyggnad i Örbyhus kyrka  samt om- och tillbyggnad av Helga Trefaldighetskyrka i Arboga (1968–1970) inklusive ny orgel (1977).
Carl-Eric Nohldén är begravd på Uppsala gamla kyrkogård.